# بخش د ترس لوماس
بخش د ترس لوماس (به اسپانیایی: Partido de Tres Lomas) یک منطقهٔ مسکونی در آرژانتین است که در استان بوئنوس آیرس واقع شده‌است. بخش د ترس لوماس ۱٬۲۵۳ کیلومتر مربع مساحت و ۷٬۴۳۹ نفر جمعیت دارد.